# Joachim Telgenbüscher
Joachim Telgenbüscher (* 1981 in Paderborn) ist ein deutscher Historiker und Journalist. Er ist Ressortleiter Geschichte beim Verlag Gruner + Jahr und Redaktionsleiter von Geo Epoche.

## Leben
Telgenbüscher nahm bereits vor seinem Abitur an der Quizsendung Ca$h im ZDF teil. Später finanzierte er sein Studium mit erfolgreichen Auftritten in mehreren Quizsendungen, unter anderem bei Wer wird Millionär? – sein Buch über die Erfahrungen bei diesen Auftritten erschien 2010. Er absolvierte das Studium der Geschichte an der University of Cambridge mit einem Master-Abschluss.
Danach studierte Telgenbüscher von 2009 bis 2010 Journalismus an der Henri-Nannen-Schule in Hamburg. Bei seiner Bewerbung war er Jahrgangsbester im Wissenstest. Seitdem schrieb er für den Tagesspiegel, den Stern, Spiegel Online und Geo Epoche. Seit April 2010 arbeitet er im Verlag Gruner + Jahr, ist Redaktionsleiter von Geo Epoche und war bis zum Verkauf der Zeitschrift 2023 Redaktionsleiter von P.M. History.
Unter dem Pseudonym drguidoknapp (in Anlehnung an Guido Knopp) und dem Titel „Verrückte Geschichte“ veröffentlicht Telgenbüscher auf Social Media regelmäßig historische Kuriositäten. Ursprünglich begann er damit ab Mai 2013 auf Twitter, wo er bis Oktober 2023 aktiv war und zeitweise über 200.000 Follower (Stand: Mai 2023) hatte. Seit September 2023 verwendet er Bluesky, sowie Instagram und bis April 2024 zeitweise Mastodon. Seit 2024 moderiert er mit Nils Minkmar den Geschichtspodcast Was bisher geschah.

## Werke
- Quizknacker. Ein Gewinner zeigt, wie’s geht. Bastei Lübbe, 2010, ISBN 978-3-404-60644-3.
- mit Janine Funke und Fabian Klabunde: Podcast Die vergessenen drei, 2020/2021, 2 Staffeln
- mit Nils Minkmar: Podcast Was bisher geschah, 2024